# Шарль Ренар

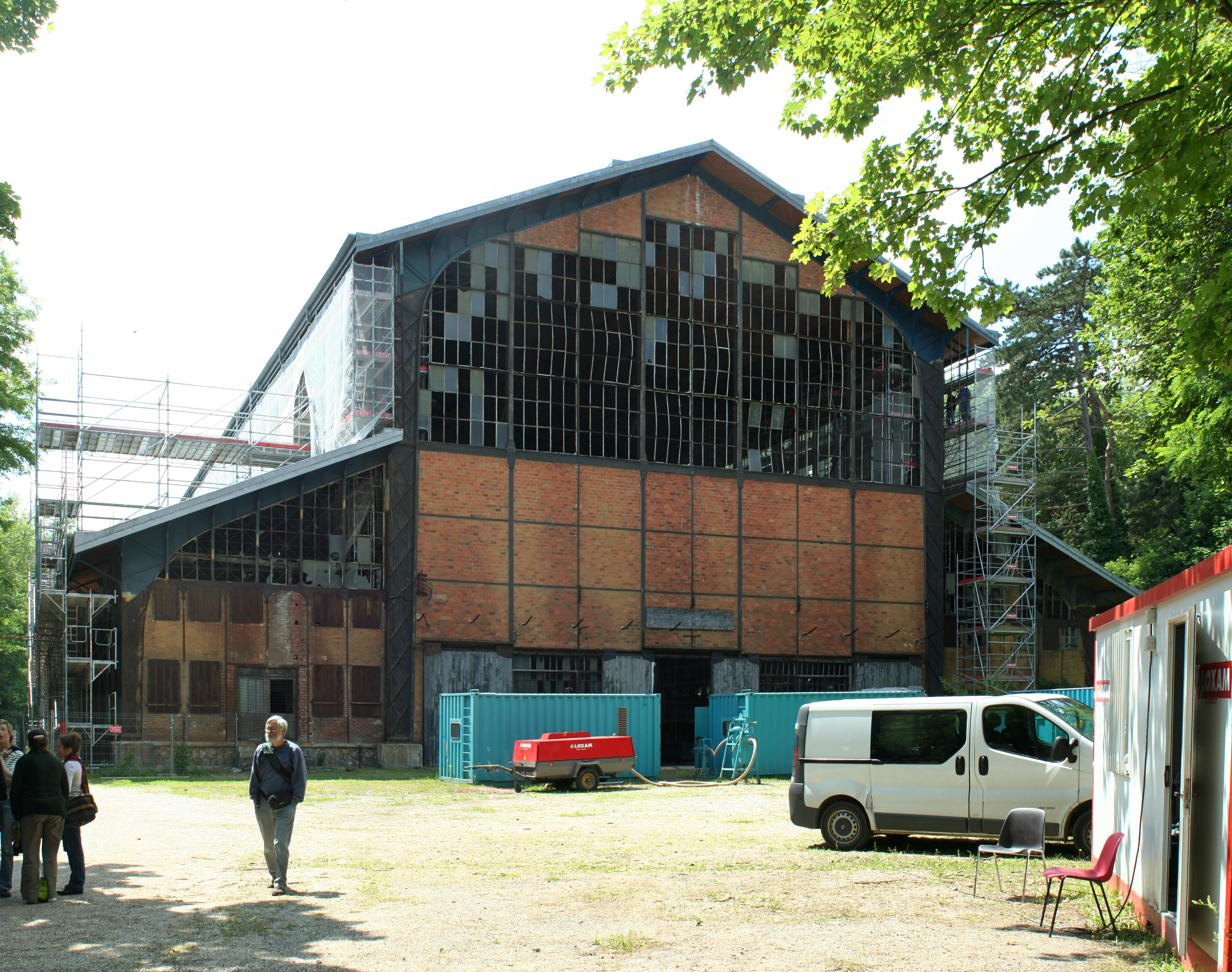
«Ангар Y» у відновленому вигляді (2009)

Шарль Рена́р (фр. Louis-Marie-Joseph-Charles-Clément Renard); 23 листопада 1847, Дамблен, Вогези (департамент)  — 13 квітня 1905, Медон)  — французький повітроплавець, один з піонерів дирижаблебудування.

## Біографічні дані
Син судді, він успішно склав вступні іспити в Політехнічну школу в 1866 році і після закінчення її потрапив у військовий інженерний корпус.
1871 — член комісії військового міністерства з повітроплавання. Тут він присвятив своє життя повітроплаванню та авіації і дослужився до звання полковника і обіймав посаду директора важливої військової дослідницької установи.

### Створення дослідницької установи
У 1877 році він заснував Центральний інститут військового повітроплавання Шале-Медон, який згодом став першою у світі лабораторією випробування літаків. У 1879 році він добився будівництва ангара («Ангар Y»; фр. «Hangar Y»), необхідного для оснащення та зберігання повітряних куль і дирижаблів.
На створених Ренаром експериментальному устаткуванні досліджувався аеродинамічний опір дирижаблів залежно від швидкості обтікання й форми корпуса. На основі цих досліджень Ренар розробив теорію статичної стійкості дирижабля в польоті.

### Ряди переважних чисел
У 1877—1879 роках Шарль Ренар розробив сортамент канатів, що використовувались при конструюванні аеростатів, з таким розрахунком, щоб їх можна було виготовляти заздалегідь для різних аеростатів. Ренар прийняв за основний параметр масу канату на 1 м довжини, і побудував ряд за законом геометричної прогресії із знаменником, котрий забезпечував десятикратне збільшення маси через кожні п'ять членів ряду. Знаменник такого ряду дорівнює {\displaystyle {\sqrt[{5}]{10}}}. На базі побудованого Ренаром ряду, який умовно позначили R5, були згодом побудовані ряди R10, R20, R40 і т. д., названі рядами Ренара або рядами переважних чисел були стандартизовані у 1952 році ISO 3. В Україні діє ГОСТ 8032-84, що відповідає міжнародним рекомендаціям.

### Перший у світі повністю керований політ
У 1884 за фінансування військового міністерства Ш. Ренар разом з А. Кребсом (фр. Arthur H.C. Krebs) розробив і побудував дирижабль «Франція» (фр. «La France») з електродвигуном конструкції З. Ґрамма потужністю 6,6 кВт й акумуляторною батареєю, за довжиною більший ніж перший дирижабль А. Жіффара, що використовував паровий двигун потужністю 2,2 кВт. Двигун приводив у рух чотирилопастевий повітряний гвинт діаметром 7,01 м. Довжина дирижабля склала 52 м, об'єм — 1 900 м³. Загальна маса силової установки 0,6 т, маса дирижабля 2 т. 9 серпня 1884 у безвітряну погоду дирижабль зробив політ з довжиною траси близько 7,6 км з поверненням на місце старту за 23 хв.
У 1884—1885 роках виконано було ще 6 польотів.
На основі досвіду польотів дирижабля «Франція» Ренар визначив необхідну площу оперення дирижабля. Він першим розробив методику оцінки власної швидкості дирижабля з урахуванням швидкості вітру, створив конструкції прив'язних аеростатів спостереження, що застосовувалися у французькій армії. Наскільки було важливим повітроплавання для військових цілей, доводить та обставина, що французи забезпечили загоном повітроплавців у 1884 р. свої війська, відправлені у Тонкінську експедицію у франко-китайській війні.

### Автопоїзди
У 1903—1905 роках Ш. Ренар розробив і побудував декілька багатоланкових активних армійських автопоїздів. Вони складалися з тягача з паровою або бензиновою силовою установкою, від якої крутний момент за допомогою системи карданних валів передавався на колеса декількох причепів з керованими за допомогою важільних механізмів передніми осями так, що всі складові автопоїзда рухались в одній колії. Останні конструкції оснащувались 16,1-літровим двигуном фірми Daimler але останній вагон завжди зрізував кут повороту.

### Трагічний кінець
Пригнічений відмовою французького уряду у фінансуванні його експериментів і відмовою у прийнятті його кандидатури в члени Французької академії наук він покінчив життя самогубством у квітні 1905 року.

## Публікації
- Société de secours des amis des sciences. Conférence sur la navigation aérienne, faite par M. commandant Ch. Renard, dans la séance publique annuelle du 8 avril 1886 (1886) (фр.)
- Charles Renard Les Piles légères (piles chlorochromiques) du ballon dirigeable La France [Архівовано 13 грудня 2015 у Wayback Machine.] Paris: G. Masson 1890. — 35 p. (фр.)
- Notice sur les travaux scientifiques de M. Ch. Renard (1904) (фр.)